# Quirinópolis
| \| Quirinópolis \|                   |
| Lage der Stadt Quirinópolis in Goiás |
| Quirinópolis                         |

| Quirinópolis |

Quirinópolis ist eine brasilianische politische Gemeinde im Bundesstaat Goiás. Sie liegt südwestlich der brasilianischen Hauptstadt Brasília und von Goiânia, der Hauptstadt des Bundesstaates. Quirinópolis liegt im extremen Südwesten von Goiás auf einer Hochebene mit 541 m ü. NN mit einer flachen Topografie. Sie lag von 1989 bis 2017 in der Mesoregion Süd-Goiás und in der Mikroregion Quirinópolis.

## Lage
Quirinópolis grenzt
- im Norden an Castelândia
- im Nordosten an Bom Jesus de Goiás
- im Osten an Gouvelândia
- im Südosten über den Stausee São Simão des Flusses Rio Paranaíba an Santa Vitória (MG)
- im Süden an Paranaiguara
- im Westen an Cachoeira Alta
- im Nordwesten an Rio Verde

## Persönlichkeiten
- Thiago Vanole Nogueira Silva (* 1994), Volleyballspieler